# Сирано и д’Артаньян
«Сирано и д’Артаньян» (фр. Cyrano et d'Artagnan) — фильм французского режиссёра Абеля Ганса, вышедший в прокат 22 октября 1964 года.

## Сюжет
Приключенческий фильм о героях произведений Эдмона Ростана и Александра Дюма, снятый по оригинальному сценарию.
1642 год. Два молодых гасконских дворянина знакомятся по пути в Париж, где рассчитывают сделать карьеру на королевской службе. У одного в арсенале имеется секретный фехтовальный прием, у другого — мастерство карточного шулера. В столице друзья знакомятся с двумя самыми знаменитыми куртизанками — Нинон де Ланкло и Марион Делорм. В первую влюбляется Сирано, во вторую — д’Артаньян. Красавицы отвечают им взаимностью, но не так, как хотелось бы, поскольку Нинон нравится д’Артаньян, а её подруге — Сирано. Ловкие гасконцы прибегают к хитрости, чтобы добиться своего, но дело осложняется, так как оба оказываются впутаны в политические интриги во время заговора Сен-Мара против Ришельё.

## В ролях
- Хосе Феррер — Сирано де Бержерак
- Жан-Пьер Кассель — д’Артаньян
- Сильва Кошина — Нинон де Ланкло
- Далия Лави — Марион Делорм
- Рафаэль Ривеллес — кардинал Ришельё
- Лаура Валенсуэла — Анна Австрийская
- Хулиан Матеос — маркиз де Сен-Мар
- Мишель Симон — месье де Мовьер
- Филипп Нуаре — Людовик XIII
- Габриель Дорзиа — мадам де Мовьер
- Иво Гаррани — Лобардемон
- Полидор — Теофиль
- Андре Лоуренс — герцог де Сегорба
- Жозетт Ларош — герцогиня де Шеврез
- Диего Микелотти — Скаррон

## Реакция на фильм
Фильм провалился в прокате и был плохо принят критиками. Обозреватель The New York Times Юджин Арчер сравнил его по уровню с вышедшим годом ранее итальянским пеплумом «Геркулес, Улисс и Самсон», и раскритиковал сценарий и игру главных актёров, отметив в качестве достоинств только яркость видеоряда. Поскольку значительная часть диалогов написана александринами, роли иностранных актёров, которых в этой международной постановке большинство, пришлось дублировать.
Хосе Феррер, который в 1951 получил Оскара за роль Сирано, говорил, что у Ганса был отличный сценарий, но для завершения фильма не хватило денег, поэтому результат получился хуже, чем ожидалось.